# Josef Matthias Hauer
Josef Matthias Hauer (Viena, 19 de març de 1883 - 22 de setembre de 1959) fou un compositor i musicòleg austríac.
Fou un dels més conseqüents mantenidors del sistema atonal en la música. Va escriure nombroses òperes, lieder, peces per a piano i harmonia, preludis i melodies per a l'instrument atonal ben temperat, i preludis per a celesta i harmònium.
Entre els seus llibres hi figura el titulat Ueber die Klangfarben (1919).